# 宇宙船 (雑誌)
『宇宙船』（うちゅうせん）は、ホビージャパンが刊行する日本の特撮作品専門誌。季刊。

## 概要
世界各国の特撮に関する情報を掲載している雑誌である。初期には「ビジュアルSF」を扱う雑誌としてアニメやSF玩具、アマチュアによる造形物なども特集している。総合ホビー誌的な性質も持ち、そこに特化した別冊『3D SFワールド』をIII号まで刊行した。
1980年、朝日ソノラマより季刊誌として創刊。1984年、隔月刊化されたが、1989年、季刊に戻る。2002年、ふたたび隔月刊化。2005年、一時的に休刊。2008年、ホビージャパンから季刊誌として復刊。

## 歴史・沿革
朝日ソノラマが1978年に発売した『ファンタスティックTVコレクション 空想特撮映像のすばらしき世界 ウルトラマン ウルトラセブン ウルトラQ』のヒットを受け、前身となる『マンガ少年別冊 すばらしき特撮映像の世界』（1979年）を経て、1980年に定期刊行物として創刊された。
創刊からしばらくは売れ行きが悪くVol.7（1981年夏号）で休刊とする予定であったが、「特撮ヒロイン」「改造プラモデル」「名作特撮映画（『地球防衛軍』）」などを特集したVol.7が好評を得て売り上げが伸び、続刊となった。
Vol.14（1983年春号）では『大戦隊ゴーグルファイブ』（1982年）で桃園ミキ / ゴーグルピンクを演じた大川めぐみが表紙モデルを務め、以後Vol.31（1986年8月号）まで女性モデルによるコスプレグラビアが表紙となった。1983年には特撮ヒロインを特集した別冊『スーパーギャルズコレクション』も発売された。
1984年にノベライズやシナリオ集、資料集などを文庫化した『宇宙船文庫』が刊行された。
1984年8月号（Vol.19）から隔月刊となり、1989年6月号（Vol.48）まで続いた。
2005年6月1日発売の7月号（Vol.119）をもって一旦休刊。休刊後も編集部は存続し、イヤーブックやファンタスティックコレクションなどの関連書籍が発売されていた。
2007年に朝日ソノラマ自体が解散することとなり、同年6月に発売された『ファンタスティックコレクションNo.∞ ウルトラマンメビウス アーカイブ・ドキュメント』を最後に編集部も解散した。
2007年8月12日に開催されたワンダーフェスティバルにおいてホビージャパンが『宇宙船』の商標と編集権を朝日ソノラマより譲り受け復刊することを発表。『月刊ホビージャパン』2007年10月号からの「宇宙船復刊準備号」連載を経て2008年4月1日より季刊誌として復刊した。
2012年発売のvol.137から全ページカラー化となった。

## 関係者
- 村山実 - 初代編集長。創刊号から1995年夏号（73号）まで担当。朝日ソノラマ退社後、編集長名義が在籍社員へ変更されてからも、実質は編集者のまとめ役を勤め続けた。
- 杉崎睦雄 - 2代目編集長
- 聖咲奇 - 編集者。「企画・構成」の他、自身の連載記事も執筆。
- 古怒田健志 - 編集者（現・脚本家）
- 大石真司 - 編集者
- 小林雄次 - ライター（現・脚本家）
- 鷲巣義明 - ライター
- 池田憲章 - ライター
- 菊地秀行 - ライター（現・小説家）
- 米田仁士 - イラストレーター。読者欄に掲載された漫画『お子様ランド』や、編集後記の挿絵を描いた。

### 表紙イラスト
- 開田裕治 - 1号から38号まで
- funbolt
- 麻宮騎亜

## 掲載・連載
- 上原正三『女宇宙刑事アニーの大冒険』（Vol.24 - Vol.29）
- 内山まもる『ウルトラマンティガ いざ鎌倉！』（Vol.81）- 46話のコミカライズ。モノクロ、8ページ、B5サイズ。
- 小林雄次『牙狼〈GARO〉妖赤の罠』（Vol.120 - Vol.130）
- 聖咲奇『フラッシュ・ゴードンの思春記』 - 1950から1960年代の特撮映画の歴史を「タイムマシンによる調査隊の記録」の趣向で記した。創刊初期から1986年頃まで連載。1988年6月に単行本化。
- 開田裕治 - SFメカや怪獣についての絵と文章の記事を連載。『メカニクス』（1号-6号）『スーパーラボ』（7号-15号、全9回）『SPFXギャラリー』（17号-38号、全21回）と変遷（16号は掲載なし）。
- 高山良策『怪獣製作日記』 - 高山の日記の中から怪獣造形関連の記録を抜粋したもの。まず第1次怪獣ブーム期のものが掲載された。 1982年の高山死去（12号に追悼記事）の後に再開、第2次ブーム期のものが全14回（13号-26号）掲載された。
- 特撮グランドクロス - 当時の若手漫画家などに1ページのイラストコラムを描いてもらう企画。以下の3号に掲載。
  - 1983年秋号（16号） - あさりよしとお、かがみあきら、ゆうきまさみ、出渕裕
  - 1984年冬号（17号） - 佐藤元、森野うさぎ
  - 1984年春号（18号） - とり・みき、島本和彦、夢野一子、鈴宮和由
- 平山亨『私が愛したキャラクターたち』 - 地獄大使や死神博士など、自身が携わった作品の敵キャラクターの生涯を小説風に綴った。1984年8月号（19号）から1985年8月号（25号）まで全7回。後に単行本化。
- 満田かずほ『ウルトラの星を見た男たち』 - 「ウルトラセブン」から「チビラくん」まで、自身が関わった作品の製作状況について物語風に記した。大人向けの「恐怖劇場アンバランス」や一般ドラマの「独身のスキャット」も取り上げている。17回からは連載当時の中国でのビジネス展開についても記した。1989年夏号（49号）から1995年夏号（73号）の全22回。
- 聖咲奇『SF/ホラーターム キーワードLIB』 - 特撮に関する用語を50音順で解説。1989年夏号（49号）から開始。10年以上に渡る長期連載。2003年12月に単行本化。
- 京本政樹・西村祐二『シリーズ・小道具再現』 - ウルトラシリーズの隊員用ヘルメットなどの小道具を再現する製作記事。1990年春号（52号）から1990年秋号（54号）までの全3回。
- 竹内義和『わくわく怪物ランド 特撮映像の光と影』 - 主に1960年代の特撮作品についてツッコミを入れつつもその味を評価するという語り口のコラム。1991年冬号（55号）から1992年夏号（61号）まで全7回（通常回6回と番外編1回）。
- 小中千昭『トクサツ映画のディスクール』 - 特撮作品の感想や解説、自身の作品について書いたコラム。1993年夏号（65号）から1996年冬号（75号）まで全11回。
- 獣神サンダー・ライガー『東洋怪獣譚』 - 怪獣に関するコラム。2回目からゴモラのフィギュアを製作し始め、その進行状況も記すようになる。1993年秋号（66号）から1995年秋号（74号）まで全8回（70号は試合中の怪我のため休載）。
- 香坂真帆『観たまま瓦版』 - 主にテレビ作品についてのイラストコラム。1994年春号（68号）から1998年夏号（84号）まで全17回。ブルースワットのシグを推しており専用コーナーを設けた。
- 小林晋一郎『新・形態学的怪獣論』 - ウルトラ怪獣のデザインについての論考。1995年冬号（71号）から掲載。後に単行本化。
- 村山実『宇宙船談話室』 - 村山が編集長退任後に始めた企画。インタビューの相手は菊池俊輔、鷺巣富雄、平山亨、鈴木武幸らで、長い業界経験が活かされている。1995年秋号（74号）から1998年冬号（83号）まで全10回。
- 『日本特撮紀行』 - 特撮ロケ地の訪問記。1996年春号（76号）より開始。万博記念公園、京都、猿島などを訪問。
- 『阿部統の怪人進化論』 - 古今東西の怪人や怪獣のデザインを研究し、オリジナル怪人を進化させていこうという企画。1997年夏号（81号）より開始。

## その他
- 岡田斗司夫はアマチュア時代に8号の「DAICON3」の記事に登場。1982年2月にSFショップ「ゼネラルプロダクツ」を開くと、1982年冬号（9号）より誌面に広告を出した。